# Nikos Patikkīs
Nikos Patikkīs (in greco Νίκος Πατίκκης?; Trachonas, 16 ottobre 1955) è un ex calciatore cipriota, di ruolo difensore.

## Carriera
Ha giocato 16 partite per la Nazionale cipriota tra il 1976 e il 1985.